# Kermek
Kermek (en rus: Кермек) és un poble (un possiólok) de l'óblast de Rostov, a Rússia, que en el cens del 2010 tenia 207 habitants, pertany al districte de Salsk.